# Raión de Łuniniec
Łuniniec (en bielorruso: Лунінецкі раён) es un raión o distrito de Bielorrusia, en la provincia (óblast) de Brest. 
Comprende una superficie de 2709 km².

## Demografía
Según estimación de 2010, contaba con una población total de 73.200 habitantes.

## Subdivisiones
Comprende las ciudades subdistritales de Lúninets (la capital) y Mikashévichy y los siguientes 11 consejos rurales:
- Bahdánauka
- Bastýn
- Vulka 2
- Kazhán-Haradok
- Dvarets
- Dziátlavichy
- Lajva
- Lunin
- Rydzihiérava
- Sinkiévichy
- Vialíkiya Chúchavichy